# Guatteria meliodora
Guatteria meliodora är en kirimojaväxtart som beskrevs av Robert Elias Fries. Guatteria meliodora ingår i släktet Guatteria och familjen kirimojaväxter. Inga underarter finns listade i Catalogue of Life.